# Edwige Pitel
Edwige Pitel (Dinan, 4 juni 1967) is een Franse wielrenster, duatlete en veldloopster. In deze disciplines behaalde ze meerdere Franse, Europese en wereldtitels. In 2011 en 2012 reed ze voor de Franse wielerploeg Vienne Futuroscope en tussen 2013 en 2017 voor de Italiaanse ploeg S.C. Michela Fanini.

## Palmares

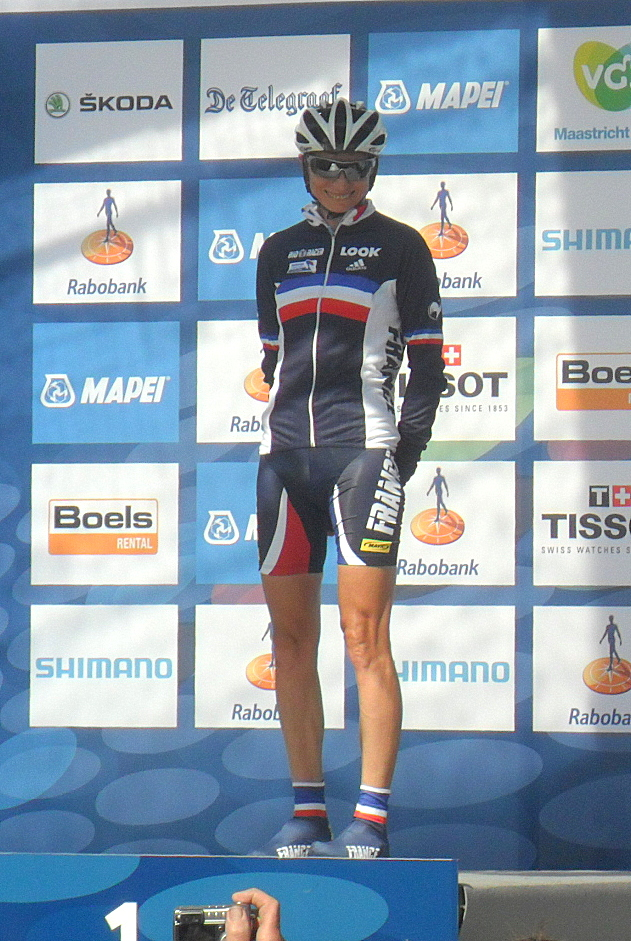
Voor de start van het WK 2012 in Valkenburg aan de Geul.

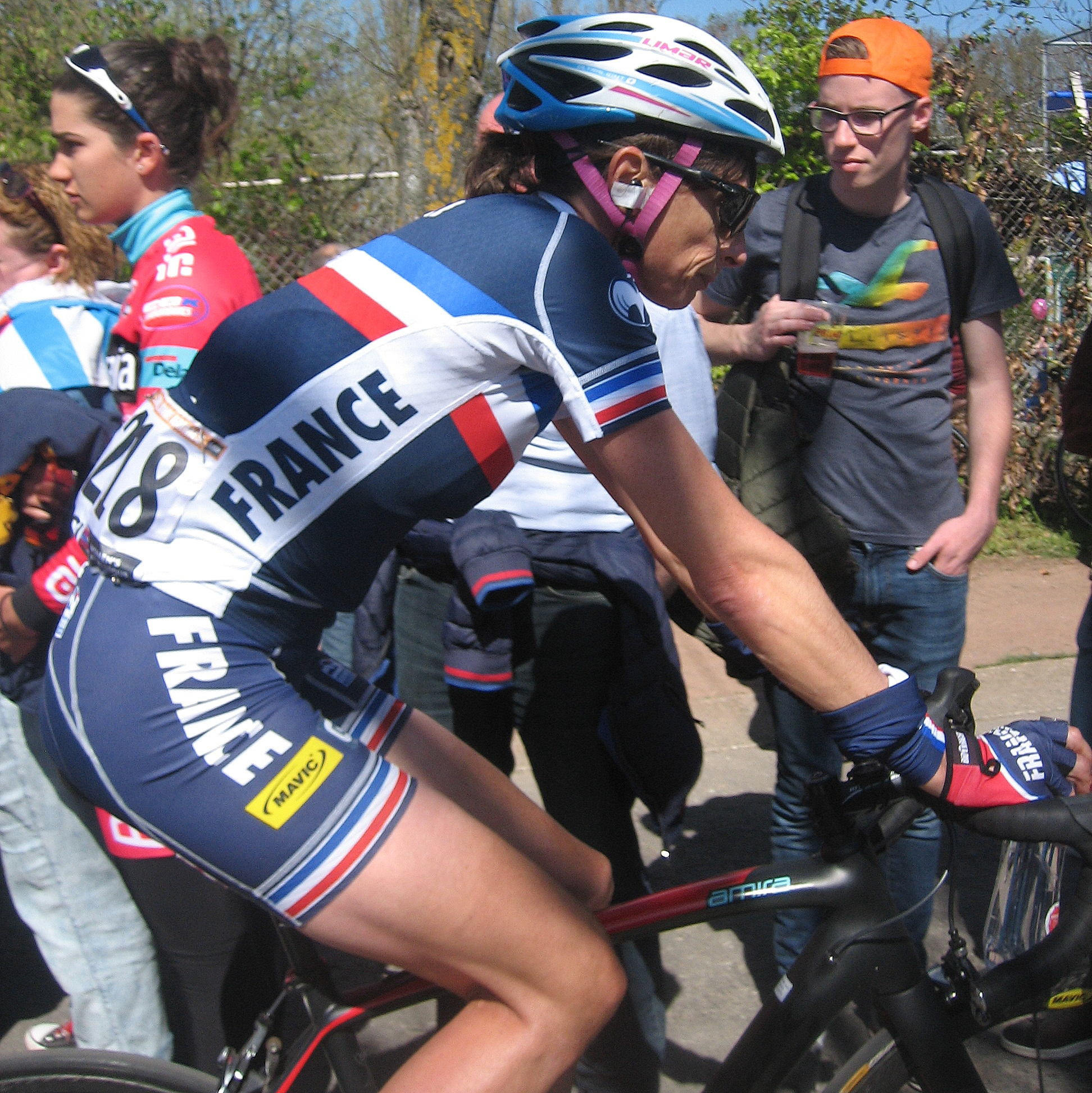
Edwige Pitel in de Waalse Pijl 2016.

### Wegwielrennen
2001
Chrono des Herbiers
2003
Ronde van Bretagne
2004
 Frans kampioen tijdrijden
Chrono des Herbiers
2005
 Frans kampioen tijdrijden
Circuit National Féminin de Saint-Amand-Montrond
3e etappe La Grande Boucle Féminine
Eindklassement Tour de Limousin
3e etappe
Chrono des Herbiers
2e in Trophée d'Or
2006
 Frans kampioenschap tijdrijden
5e in Ronde van Vlaanderen
2007
 Frans kampioen op de weg
 Frans kampioenschap tijdrijden
2e in Trophée des grimpeurs
3e in Tour de Feminin - Krásná Lípa
2008
Tour de Charente-Maritime
2e in Tour de Limousin
3e in La Route de France
3e in Trophée d'Or
2009
 Frans kampioenschap tijdrijden
Mount Hood Cycling Classic
2e in Trophée des grimpeurs
2e in Tour de Feminin - O cenu Ceskeho Svycarska
2010
 Frans kampioenschap tijdrijden
2e etappe (tijdrit) Tour de Limousin
3e in Tour de Limousin
3e in Chrono des Nations
2011
2e in Coupe de France
2e in Prix de la Ville de Pujols
2012
Mémorial Davide Fardelli
 Frans kampioenschap tijdrijden
3e in Chrono des Nations
6e in La Route de France
2013
3e in Tour de Limousin
5e in Chrono des Nations
2014
2e in Giro dell'Emilia
3e in Tour de l'Ardèche
4e in Chrono des Nations
2015
Tour de Saintonge
2e in Trophée d'Or
2e in GP Gippingen
2016
 Frans kampioen op de weg
 Frans kampioenschap tijdrijden
Puntenklassement Tour de l'Ardèche
2018
Bergklassement Ronde van de Gila
Uitslagen WK's en grote rondes
| Wedstrijd      | 2004 | 2005 | 2006 | 2007 | 2008 | 2009 | 2010 | 2011 | 2012 | 2013 | 2014 | 2015 | 2016 |
| -------------- | ---- | ---- | ---- | ---- | ---- | ---- | ---- | ---- | ---- | ---- | ---- | ---- | ---- |
| WK op de weg   | 23e  | -    | -    | 21e  | 54e  | 26e  | 18e  | -    | 37e  | 34e  | -    | -    |      |
| WK tijdrijden  | 20e  | 12e  | -    | -    | 26e  | -    | -    | -    | 12e  | -    | -    | -    |      |
| Giro Donne     | -    | -    | -    | -    | -    | -    | 11e  | -    | -    | 21e  | 21e  | -    |      |
| Tour de l'Aude | -    | 10e  | 12e  | -    | -    | -    | 20e  |      |      |      |      |      |      |
| Grande Boucle  | -    |      | 2e   | -    | -    | -    |      |      |      |      |      |      |      |

Beste prestatie is vet gedrukt; - is geen deelname.

### Baanwielrennen
2008
- Frans kampioen, scratch

### Duatlon
1998
 Frans kampioen
 Wereldkampioenschap
1999
 Frans kampioen
Grand Prix de duathlon - classement individuel
2000
 Wereldkampioen (lange afstand)
 Frans kampioen
2001
 Frans kampioen
2002
 Frans kampioen
 Wereldkampioenschap (lange afstand)
 Wereldkampioenschap
Grand Prix de duathlon - individueel klassement
2003
 Wereldkampioen
 Europees kampioen
 Frans kampioen
Grand Prix de duathlon - individueel klassement
2005
 Frans kampioen

### Veldlopen
1994
 Europees kampioenschap (universitair)
1996
 Europees kampioenschap (ploegen)
2000
 Frans kampioenschap (halve marathon)
2001
 Kampioenschap van de Méditerranée
2002
 Kampioenschap van de Provence